# Iwan Grigorjewski
Iwan Fiodorowicz Grigorjewski (ros. Иван Фёдорович Григорьевский, ur. 15 grudnia?/28 grudnia 1901 we wsi Bolszaja Gribanowka w obwodzie woroneskim, zm. 31 grudnia 1982 w Kisłowodzku) – radziecki generał porucznik, Bohater Związku Radzieckiego (1945).

## Życiorys
Urodził się w rodzinie chłopskiej. Skończył 3 klasy szkoły wiejskiej, od 15 czerwca 1919 służył w Armii Czerwonej, od października 1919 pracował w wydziale do walki z dezercją 8 Armii Frontu Południowego, brał udział w wojnie domowej na Froncie Południowym, w 1922 ukończył kursy piechoty w Groznym. Pełnił różne funkcje w jednostkach w Północnokaukaskim Okręgu Wojskowym, m.in. szef sztabu i dowódca batalionu w pułku w Gieorgijewsku, od 1925 należał do WKP(b), w 1938 ukończył kursy „Wystrieł” i został pomocnikiem inspektora Inspekcji Szkół Wojsk Lądowych Armii Czerwonej, a w marcu 1939 pomocnikiem dowódcy pułku w Achalcyche w Zakaukaskim Okręgu Wojskowym, od stycznia 1940 do października 1941 dowodził pułkiem w tym okręgu. W lipcu 1941 uczestniczył w operacji wkroczenia wojsk radzieckich do Iranu, w październiku 1941 został szefem sztabu 61 Dywizji Piechoty Frontu Zakaukaskiego, od sierpnia 1942 brał udział w wojnie z Niemcami, od maja 1943 do maja 1944 dowodził 438 Dywizją Piechoty 43 Armii i 63 Armii Frontu Briańskiego, od maja 1944 do sierpnia 1945 dowodził 61 Korpusem Piechoty 69 Armii 1 Frontu Białoruskiego, walczył na Froncie Zakaukaskim, Briańskim Białoruskim i 1 Białoruskim, był ranny.
Od listopada 1942 do maja 1943 studiował w Wyższej Akademii Wojskowej im. Woroszyłowa. W 1942 uczestniczył w walkach o przełęcz Sanczaro na Kaukazie i walkach w rejonie Gagry, w 1943 w bitwie pod Kurskiem, operacji orłowskiej, walkach w obwodzie briańskim i homelskim, m.in. o wyzwolenie Orła, Nawli, Trubczewska i Staroduba oraz bitwie o Dniepr, w 1944 w operacji brzesko-lubelskiej, forsowaniu Bugu, forsowaniu Wisły i walkach na przyczółku puławskim, a w 1945 w operacji wiślańsko-odrzańskiej, m.in. wyzwoleniu Radomia, Tomaszowa, Jarocina, forsowaniu Pilicy, Warty i Odry, operacji berlińskiej, walkach o likwidację zgrupowania wroga w rejonie Gubina i dotarcie do Łaby w rejonie Magdeburga. Po wojnie był dowódcą korpusu piechoty i zastępcą dowódcy 8 Gwardyjskiej Armii w Grupie Wojsk Radzieckich w Niemczech, w 1950 ukończył Wyższe Kursy Akademickie przy Wyższej Akademii Wojskowej i został dowódcą korpusu piechoty w Zakaukaskim Okręgu Wojskowym, później dowodził wojskami rejonu obrony przeciwlotniczej, od grudnia 1951 do czerwca 1953 był pomocnikiem dowódcy 1 Samodzielnej Armii Czerwonego Sztandaru. Od czerwca 1953 do października 1955 dowodził korpusem piechoty w 25 Armii Dalekowschodniego Okręgu Wojskowego, od października 1955 do listopada 1957 był zastępcą dowódcy Północnego Okręgu Wojskowego, w styczniu 1958 został zwolniony do rezerwy.

## Awanse
- major (17 kwietnia 1938)
- podpułkownik (25 lipca 1942)
- pułkownik (15 kwietnia 1943)
- generał major (15 września 1943)
- generał porucznik (2 listopada 1944)

## Odznaczenia
- Złota Gwiazda Bohatera Związku Radzieckiego (6 kwietnia 1945)
- Order Lenina (dwukrotnie – 21 lutego 1945 i 6 kwietnia 1945)
- Order Czerwonego Sztandaru (trzykrotnie – 27 lipca 1943, 3 listopada 1944 i 15 listopada 1950)
- Order Suworowa II klasy (21 września 1943)
- Order Kutuzowa II klasy (29 maja 1945)
- Medal jubileuszowy „XX lat Robotniczo-Chłopskiej Armii Czerwonej”
- Medal „Za obronę Kaukazu”
- Medal „Za wyzwolenie Warszawy”
- Medal „Za zdobycie Berlina”
- Medal „Za zwycięstwo nad Niemcami w Wielkiej Wojnie Ojczyźnianej 1941–1945”
- Order Imperium Brytyjskiego III klasy (Wielka Brytania, 19 stycznia 1944)
- Order Krzyża Grunwaldu III klasy (Polska Ludowa)
- Medal za Odrę, Nysę, Bałtyk
- Medal za Warszawę 1939–1945

I inne.